# Vernon Zimmerman
Vernon Zimmerman est un scénariste et réalisateur américain.

## Filmographie

### Réalisateur et scénariste
- 1972 : Deadhead miles
- 1972 : Unholy rollers
- 1980 : Fondu au noir (Fade to black)

### Scénariste
- 1973 : Hex de Leo Garen
- 1976 : Bobbie Jo and the Outlaw de Mark L. Lester